# Chiesa di San Francesco (Tribogna)
La chiesa di San Francesco è un luogo di culto cattolico situato nella frazione di Piandeipreti, in via alla Chiesa, nel comune di Tribogna, nella città metropolitana di Genova. La chiesa è sede della parrocchia omonima del vicariato di Recco-Uscio-Camogli dell'arcidiocesi di Genova.

## Storia e descrizione

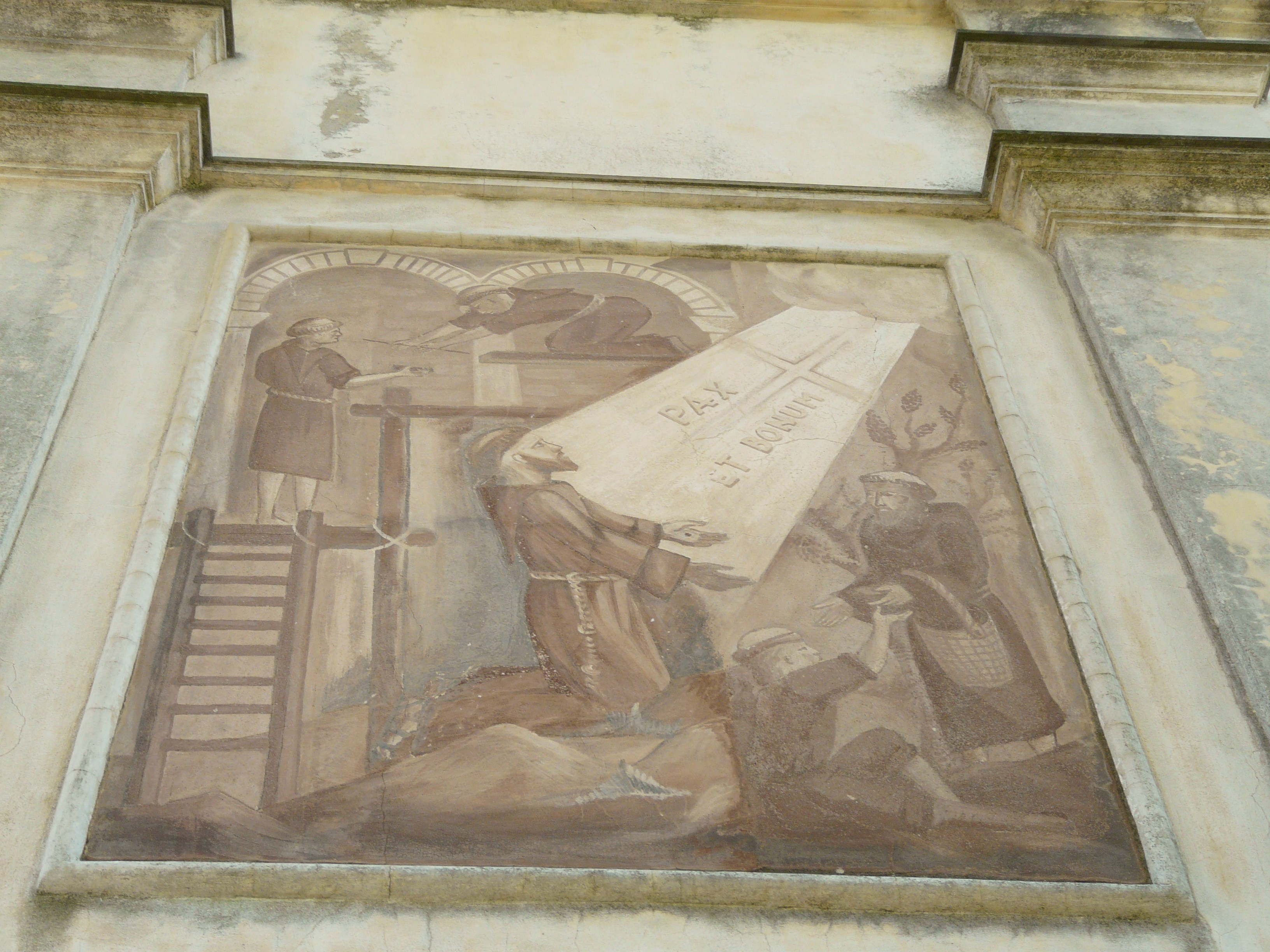
Affresco sulla facciata

Una primitiva cappella fu edificata il 27 maggio del 1632 su appoggio dell'arcivescovo di Genova Domenico de' Marini che la sottopose all'arcipretura di Sant'Ambrogio di Uscio. Il cardinale Stefano Durazzo la elevò al titolo parrocchiale il 28 luglio o 23 ottobre 1646.
L'attuale edificio fu ricostruito nel 1792, mentre un successivo ampliamento che portò da tre a cinque gli altari laterali fu eseguito nella prima metà del XIX secolo.
Ogni anno nel periodo natalizio viene allestito, presso la locale chiesa, un presepe artistico con l'utilizzo di personaggi (persone e animali) fatti a mano e utilizzati con materiali di stoffa o da riciclo.